# Arbereški jezik
Arbereški jezik (ISO 639-3: aae; ostali nazivi za njega: italo-albanian, albanian, arber, arbresh, arnaut, škip, shqipēri, shquipni, arbëreshë albanian, arbëreshë, albanesisch, arbërerisht, arberés), jedan od četiri člana albanskog makrojezika, nastao od toskijskog kojim danas govore albanski Arbereši na jugu Italije u Kalabriji, Apuliji, Basilicati, Moliseu i na Siciliji.
Predstavnik toskijske podskupine albanskih jezika. Njime govore potomci Albanaca koji su u 15. stoljeću izbjegli pred otomanskom invazijom. Nema službenog statusa i ne uči se u školama. Govornici ga koriste kod kuće, a u kontaktima s Talijanima, rabe talijanski.
Postoji više dijalekata nazvanih prema lokalitetu kalabrijski albanski [aae-cal], centralnoplaninski albanski [aae-cen], sicilijanski albanski [aae-sic], Campo Marino albanski [aae-cam]; moliški albanski.
80 000 (L. Newmark); 260 000 etničkih (1976 M. Stephens).

## Vanjske poveznice
- Ethnologue (14th)
- Ethnologue (15th)
- The Albanian, Arbëreshë Language